# 天授 (日本)
天授 （てんじゅ）は、日本の南北朝時代の元号の一つ。南朝方で使用された。文中の後、弘和の前。1375年から1381年までの期間を指す。この時代の天皇は、南朝方が長慶天皇、北朝方が後円融天皇。室町幕府将軍は足利義満。

## 改元
- 文中4年5月27日（ユリウス暦1375年6月26日）[1] 地震災害[2]による改元
- 天授7年2月10日（ユリウス暦1381年3月6日） 弘和に改元

## 天授年間の出来事
※ 南朝関係に限る。
元年（1375年）
- 月日不明（6月とも） - 『五百番歌合』が催される。
- 8月26日 - 九州探題今川了俊が肥後水島の軍営で少弐冬資を暗殺する（水島の変）。

2年（1376年）
- 4月 - 『百番歌合』が催される。
- 6月 - 長慶天皇・東宮煕成親王が『千首和歌（天授千首）』を発意する。
- この夏 - 菊池武朝が後征西将軍宮（良成親王か）を奉じて肥後国府に出陣し、今川了俊・大内義弘から防備する。
- 12月 - 今川満範・相良前頼・伊東氏祐らが日向都城を攻め、島津氏久は救援のため天峰に出陣する。

3年（1377年）
- 1月13日 - 今川仲秋が肥前千布・蜷打で菊池武朝と交戦して破る（肥前蜷打の戦い）。
- 7月13日 - 宗良親王が嘉喜門院に対して詠歌（『嘉喜門院集』）の提出を要請する。
- 8月12日 - 菊池武朝が肥後臼間野・大水関で今川仲秋・大内義弘らと交戦して敗退する（鎮西合戦）。
- この冬 - 宗良親王が信濃へ向かう途中、長谷寺に入って落飾する。

4年（1378年）
- 9月29日 - 菊池武朝・後征西将軍宮が肥後託麻原で今川了俊と交戦して破る（託麻原の合戦）。
- 12月13日 - 橋本正督が紀伊守護細川業秀を攻撃して敗走させる。

5年（1379年）
- 1月22日 - 山名義理・氏清らの北朝方が和泉土丸城の橋本正督を攻略する。
- 3月1日〜3日 - 島津氏久が日向蓑原で今川満範を攻撃して破る（蓑原の合戦）。
- 6月17日 - 菊池武朝が肥後団山に出陣し、今川仲秋と交戦する。
- 9月 - これ以前、行宮を吉野から栄山寺に移す。

6年（1380年）
- 7月17日 - 橋本正督が和泉守護山名氏清と交戦して敗死する。
- 10月8日 - 今川仲秋が肥後水島城を陥落する。

7年（1381年）
- 1月 - 内裏歌会が催される（『新葉和歌集』に見える年次の明らかな最新の和歌会）。

### 誕生
2年（1376年）
- 月日不明 - 尊聖、真言宗僧・長慶天皇の皇子（+ 永享4年）

3年（1377年）
- 月日不明 - 行悟、天台宗僧・長慶天皇の皇子（+ 応永13年）

### 死去
3年（1377年）
- 8月 - 菊池武義、武将
- 8月 - 阿蘇惟武、武将
- 9月4日？ - 千種顕経、公卿

5年（1379年）
- 11月6日 - 河野通堯、武将・伊予守護

6年（1380年）
- 3月28日 - 授翁宗弼、臨済宗僧（* 永仁4年）
- 7月17日 - 橋本正督、武将
- 11月15日（10月13日とも） - 大内弘世、武将・周防守護（* 正中2年？）
- 11月（12月とも） - 北畠顕信、公卿・武将（* 元応2年？）

## 西暦との対照表
※は小の月を示す。
| 天授元年（乙卯） | 一月※     | 二月  | 三月  | 四月※ | 五月    | 六月※ | 七月  | 八月※   | 九月  | 十月※ | 十一月※ | 十二月  |           |
| 永和元年         | 一月※     | 二月  | 三月  | 四月※ | 五月    | 六月※ | 七月  | 八月※   | 九月  | 十月※ | 十一月※ | 十二月  |           |
| ---------------- | --------- | ----- | ----- | ----- | ------- | ----- | ----- | ------- | ----- | ----- | ------- | ------- | --------- |
| ユリウス暦       | 1375/2/2  | 3/3   | 4/2   | 5/2   | 5/31    | 6/30  | 7/29  | 8/28    | 9/26  | 10/26 | 11/24   | 12/23   |           |
| 天授二年（丙辰） | 一月※     | 二月  | 三月  | 四月※ | 五月    | 六月※ | 七月  | 閏七月※ | 八月  | 九月  | 十月※   | 十一月  | 十二月※   |
| 永和二年         | 一月※     | 二月  | 三月  | 四月※ | 五月    | 六月※ | 七月  | 閏七月※ | 八月  | 九月  | 十月※   | 十一月  | 十二月※   |
| ユリウス暦       | 1376/1/22 | 2/20  | 3/21  | 4/20  | 5/19    | 6/18  | 7/17  | 8/16    | 9/14  | 10/14 | 11/13   | 12/12   | 1377/1/11 |
| 天授三年（丁巳） | 一月※     | 二月  | 三月※ | 四月  | 五月※   | 六月  | 七月  | 八月※   | 九月  | 十月  | 十一月※ | 十二月  |           |
| 永和三年         | 一月※     | 二月  | 三月※ | 四月  | 五月※   | 六月  | 七月  | 八月※   | 九月  | 十月  | 十一月※ | 十二月  |           |
| ユリウス暦       | 1377/2/9  | 3/10  | 4/9   | 5/8   | 6/7     | 7/6   | 8/5   | 9/4     | 10/3  | 11/2  | 12/2    | 12/31   |           |
| 天授四年（戊午） | 一月※     | 二月※ | 三月  | 四月※ | 五月    | 六月※ | 七月  | 八月    | 九月※ | 十月  | 十一月  | 十二月※ |           |
| 永和四年         | 一月※     | 二月※ | 三月  | 四月※ | 五月    | 六月※ | 七月  | 八月    | 九月※ | 十月  | 十一月  | 十二月※ |           |
| ユリウス暦       | 1378/1/30 | 2/28  | 3/29  | 4/28  | 5/27    | 6/26  | 7/25  | 8/24    | 9/23  | 10/22 | 11/21   | 12/21   |           |
| 天授五年（己未） | 一月      | 二月※ | 三月※ | 四月  | 閏四月※ | 五月※ | 六月  | 七月    | 八月※ | 九月  | 十月    | 十一月  | 十二月※   |
| 康暦元年         | 一月      | 二月※ | 三月※ | 四月  | 閏四月※ | 五月※ | 六月  | 七月    | 八月※ | 九月  | 十月    | 十一月  | 十二月※   |
| ユリウス暦       | 1379/1/19 | 2/18  | 3/19  | 4/17  | 5/17    | 6/15  | 7/14  | 8/13    | 9/12  | 10/11 | 11/10   | 12/10   | 1380/1/9  |
| 天授六年（庚申） | 一月      | 二月※ | 三月※ | 四月  | 五月※   | 六月※ | 七月  | 八月※   | 九月  | 十月  | 十一月  | 十二月※ |           |
| 康暦二年         | 一月      | 二月※ | 三月※ | 四月  | 五月※   | 六月※ | 七月  | 八月※   | 九月  | 十月  | 十一月  | 十二月※ |           |
| ユリウス暦       | 1380/2/7  | 3/8   | 4/6   | 5/5   | 6/4     | 7/3   | 8/1   | 8/31    | 9/29  | 10/29 | 11/28   | 12/28   |           |
| 天授七年（辛酉） | 一月      | 二月  | 三月※ | 四月※ | 五月    | 六月※ | 七月※ | 八月    | 九月※ | 十月  | 十一月  | 十二月※ |           |
| 永徳元年         | 一月      | 二月  | 三月※ | 四月※ | 五月    | 六月※ | 七月※ | 八月    | 九月※ | 十月  | 十一月  | 十二月※ |           |
| ユリウス暦       | 1381/1/26 | 2/25  | 3/27  | 4/25  | 5/24    | 6/23  | 7/22  | 8/20    | 9/19  | 10/18 | 11/17   | 12/17   |           |